# Thisco
A Thisco é uma editora discográfica portuguesa criada em 2001.

## Origem
Foi criada por Luís van Seixas e Fernando Cerqueira em 2001, e teve numa fase inicial, como principal projecto a edição dos projectos musicais de cada um dos seus membros fundadores.
A Thisco dedicaria-se a publicar edições de conceitos que manifestavam uma ruptura com o status quo da cultura contemporânea, algo que é evidente nas edições de Rasal.Asad e nas antologias Antibothis, resultantes da associação da editora com a Chili Com Carne.
Entre as suas edições, contam-se co-edições com a Fonoteca Municipal de Lisboa.

## Passageiros da Maré
A Passageiros da Maré é uma editora paralela da Thisco, cuja criação em 2005, teve como finalidade esbater as diferenças estéticas do crescente catálogo da casa mãe, passando a ser remetidos para este selo os projectos cuja produção se inscreva na música erudita contemporânea ou no jazz.